# Pasuruhan (Karangkobar)
Pasuruhan is een bestuurslaag in het regentschap Banjarnegara van de provincie Midden-Java, Indonesië. Pasuruhan telt 1140 inwoners (volkstelling 2010).